# Tom Rogic
Tom Rogic (Griffith, 16 de dezembro de 1992), é um ex-futebolista australiano que atuava como atacante.
Em outubro de 2024, Rogic anunciou sua aposentadoria para focar na família.

## Carreira

### ANU FC e Belconnen
Tom Rogic começou no Australian National University Football Club, em 2009. E depois se transferiu ao modesto Belconnen United.

### Central Coast Mariners
Em 2013, se transferiu para o clube da A-League Central Coast Mariners.

## Seleção
Tom Rogic integrou a Seleção Australiana de Futebol na Copa das Confederações de 2017 e na Copa do Mundo de 2018.

## Títulos
Central Coast Mariners
- A-League: 2012–13

Celtic
- Scottish Premiership: 2012–13, 2015–16, 2016–17, 2017–18, 2018–19, 2019–20
- Copa da Escócia: 2012–13, 2016–17, 2017–18, 2018–19, 2019–20
- Copa da Liga Escocesa: 2016–17, 2017–18, 2018–19, 2019–20, 2021–22